# Octobre 1980

## Événements
- Le prix Nobel de la paix est attribué à l'Argentin Adolfo Pérez Esquivel.
- Corée du Nord : au congrès du PPTC, le fils de Kim Il-sung, Kim Jong-il, est placé à un poste élevé du Bureau politique ainsi que du Comité central du parti.
- Octobre-décembre : intervention militaire de la Jamahiriya arabe libyenne au Tchad[1].

- 3 octobre : 
  - Attentat de la rue Copernic à Paris.
  - Housing Act au Royaume-Uni : loi obligeant les collectivités locales à vendre à bas prix les logements sociaux aux locataires qui en feraient la demande. Un tiers du parc locatif est vendu en dix ans, rapportant 17,5 milliards de £ de recettes et portant la proportion des occupants propriétaires de 58 à 67 % des ménages anglais.

- 5 octobre (Formule 1) : Grand Prix automobile de la côte Est des États-Unis.

- 10 octobre : 
  - convention sur certaines armes classiques signée à Genève par les Nations unies.
  - Un tremblement de terre de magnitude 7,2 fait 3 000 victimes à El Asnam (ex-Orléansville) en Algérie.

- 11 octobre :
  - Salvador : formation du Front Farabundo Martí de libération nationale (FMLN).
  - Rallye automobile : arrivée du Rallye Sanremo.

- 21 octobre[2] : Mikhaïl Gorbatchev entre au Politburo du Parti communiste de l'Union soviétique.

- 23 octobre : gros accord céréalier entre les États-Unis et la Chine.

- 24 octobre : en dépit de la résistance iranienne, Khorramshahr tombe. L’Irak ouvre un second front au nord dans les régions kurdes iraniennes. Son offensive s’enlise à la fin de l’année et les opérations militaires se transforment en guerre de position. Les États-Unis n’interviennent pas. La guerre dure jusqu’en 1988.

- 25 octobre (Rallye automobile) : arrivée du Tour de Corse.

- 26 octobre[3] : Julius Nyerere est réélu président en Tanzanie. Il annonce sa retraite politique pour 1985.

## Naissances
- 4 octobre :
  - Tomáš Rosický, footballeur tchèque.
  - Ludivine Furnon, gymnaste française.
- 5 octobre : Yuta Tabuse, basketteur japonais.
- 7 octobre : Edison Chen, acteur hong-kongais.
- 8 octobre : The Miz, catcheur américain.
- 9 octobre : Henrik Zetterberg, hockeyeur suédois.
- 15 octobre : Gamariel Mbonimana, homme politique rwandais.
- 16 octobre : Jeremy Jackson, acteur et chanteur américain.
- 21 octobre : Kim Kardashian, femme d'affaires, productrice et animatrice de télévision américaine.
- 28 octobre : Jérémy Michalak, chroniqueur, producteur, animateur TV et radio français.
- 29 octobre : Kaine Robertson, joueur de rugby néo-zélandais.
- 30 octobre : 
  - Lauren Bastide, journaliste française.
  - Kareem Rush, joueur américain de basket-ball
  - Ahmed El-Sayed, joueur américain de football
  - Sarah Carter, actrice canadienne
  - Mourade Zeguendi, comédien belge
  - Choi Hong-man, boxeur coréen
  - Jiz Lee, acteur/trice pornographique
  - Chihiro Onitsuka, chanteur japonais
  - Mike Jacobs (baseball, 1980), joueur de baseball américain
  - Laynce Nix, joueur de baseball américain
  - Marek Szyndrowski, joueur de football américain
  - Will Brierly, chanteur américain

## Décès
- 11 octobre : Albert Vandel, zoologiste et biospéologue français (° 26 décembre 1894).
- 23 octobre : Lucien Cordier, spéléologue français (° 3 février 1922).
- 31 octobre : Joseph Pé, coureur cycliste belge (° 1er décembre 1891).